# Ajgunská smlouva
Ajgunská smlouva (rusky Айгунский договор, čínsky pchin-jinem Àihún tiáoyuē, znaky zjednodušené 瑷珲条约, tradiční 璦琿條約) byla smlouva mezi říší Čching pod vládou Mandžuů a Ruským impériem, uzavřená 16. květnajul./ 28. května 1858greg. ve městě Ajgun. Byla vyhotovena v ruštině, mandžuštině a mongolštině. Jde o jednu z tzv. nerovných smluv. Smlouva zejména změnila hranice obou států, stanovené do té doby Něrčinskou smlouvou, a to ve prospěch Ruské říše. Čchingský císař Sien-feng Ajgunskou smlouvu schválil až podepsáním Pekingské smlouvy v roce 1860, která ruské územní zisky dále rozšířila.
Od počátku 18. století začali Rusové pronikat do velmi řídce a jen místními kmeny obydlených oblastí u řeky Amur. Nominálně tato území patřila jako Vnější Mandžusko k Mandžusku a tedy k říši Čching, která ale nad nimi faktickou kontrolu nevykonávala. Poté, co byl ruský vliv v těchto územích již silný, se Ruské impérium rozhodlo je anektovat. Čchingská říše, oslabená souběžným povstáním tchaj-pchingů ve střední a jižní Číně a druhou opiovou válkou s Britským impériem a Francií musela za daných okolností ruské podmínky přijmout.

## Mandžusko a Dálný východ v první polovině 19. století
S postupem Rusů na východ v rámci kolonizace Sibiře a Dálného východu se ruští kozáci ve 40. letech 17. století dostali až k Amuru. Jejich pronikání se postavila mandžuská říše Čching v rusko-čchingské válce ukončené Něrčinskou smlouvou z roku 1689, v níž si Čchingové vynutili na Ruském impériu hranici na řece Arguň a Stanovém pohoří severně od Amuru.
Během 18. století Rusové postupně zasidlovali Sibiř, a koncem století znovu začali zvažovat dopravní význam Amuru. Jejich průzkumné výpravy v letech 1787 a 1797 však chybně určily Sachalin jako poloostrov a ústí Amuru jako nevhodné pro velké lodě. Nicméně ruský zájem o Amur a území severně od něj trval. Čchingská vláda ovšem roku 1840 diskuzi o hranicích odmítla s odkazem na Něrčinskou smlouvu.
Ve 40. letech začaly ruské výpravy ze Zabajkalí prozkoumávat Poamuří. Přes intenzivní čínskou a mandžuskou kolonizaci jižního a středního Mandžuska zůstal sever Mandžuska jen řídce osídlený. V polovině 19. století žili na pravém břehu Amuru jen roztroušení čchinští poddaní a na levém, severním, břehu jich bylo minimálně. Roku 1849 kapitán Gennadij Ivanovič Nevelskoj zjistil, že Sachalin je ostrov, zmapoval ústí Amuru a zjistil čchingskou nepřítomnost v regionu. Místní obyvatelstvo žilo nezávisle na čchinském státu a bylo k němu spíše nepřátelské. Roku 1850 Nevelskoj založil první ruská sídliště u ústí Amuru, Petrovsk a Nikolajevsk. Petrohradští ministři s tím nesouhlasili, ale car akci podpořil, když už byla provedena. Ruské ministerstvo zahraničí poté čchingské ministerstvo závislých držav informovalo o pohybu lodí třetích zemí v oblasti a navrhlo její společnou obranu, nedočkalo se však reakce. S aktivitami Američanů v Ochotském moři a „otevřením Japonska“ dále vzrostl zájem Ruska o Dálný východ a roku 1853 navrhli Čchingům jednání o posunu hranice na Amur. Současně pokračovala kolonizace Poamuří a ruské lodě navštívily Šanghaj ve snaze o navázání obchodních styků.
Vzhledem k probíhající krymské válce se Rusové obávali britského záboru Sachalinu a dolního Poamuří. Proto roku 1854 vypravili ze Sibiře po Amuru vojenskou expedici, což v nótě Čchingům zdůvodnili obranou Amuru a Sachalinu před Brity a Francouzi. Teprve tehdy se čchingské úřady dozvěděly o ruském osídlení na dolním toku Amuru. Roku 1854 anglo-francouzské lodě zaútočily na Petropavlovsk-Kamčatskij a 1855 i na dolní Poamuří. Rusové reagovali vypravením posil na Amur ze Sibiře, čchingská vláda v Pekingu protestovala, místní úřady v Ajgunu však Rusům pomáhaly. Ruské osidlování Poamuří rychle pokračovalo, takže koncem 50. let žilo (podle ruských údajů) severně od Amuru a v Přímoří 24 tisíc obyvatel, v tom přes 6349 Rusů a pouze 2400 Číňanů.

## Jednání o smlouvě
K projednání sporných otázek vyslala ruská vláda do Pekingu hraběte Jevfimije Puťatina. Roku 1858 při jednáních Čchingů se zástupci západních vlád v Ťiencinu (o řešení druhé opiové války) zaujal pozici neutrála, který s Čchingy není ve sporu Bez vědomí ostatních delegací předal čchingským vyjednavačům ruskou žádost o postoupení zemí severně od Amuru a Přímoří.
Vzápětí gubernátor východní Sibiře Nikolaj Nikolajevič Muravjov-Amurskij informoval čchingského císaře Sien-fenga, že je pověřen vedením jednání o hranicích, a Puťatin v Ťiencinu má jen zprostředkovat jednání mezi Čchingy a západními státy. Císař vyslal k jednání s Muravjovem svého vzdáleného příbuzného I-šana. I-šan se s Muravjovem setkali v Ajgunu, mandžuském městečku na středním toku Amuru, jednání začala v květnu 1858. Muravjov požadoval odstoupení levého břehu Amuru a zemí východně od řeky Ussuri, vyklizení těchto zemí čchingskými poddanými a neomezené právo plavby po hraničních řekách pro Rusy. Během diskuze Muravjov ustoupil ohledně přesídlení, v ostatním však trval na svém. Smlouva byla podepsána po pěti dnech rozhovorů 16. květnajul./ 28. května 1858greg., v mandžuské, mongolské a ruské řeči.

## Obsah smlouvy
Ruská říše získala Ajgunskou smlouvou území na levém břehu řeky Amur, 64 vesnic čchingských poddaných východně od Amuru však zůstalo pod mandžuskou správou. Území vymezené severně řekou Amur, západně řekou Ussuri a východně a jižně Japonským mořem, bylo postaveno pod společnou mandžusko-ruskou správu. Ruským lodím se otevřel přístup k řekám Amur, Ussuri a Sungari. Omezení pro vzájemný obchod u společné hranice byla zrušena.
Čína Ajgunskou smlouvou ztratila výlučnou formální kontrolu nad více než 1 milión km² svého původního nominálního území. K Rusku bylo touto smlouvou připojeno více než 600 tisíc km², zatímco ve společné správě bylo ještě po dobu dvou let dalších 444 tisíc km². Toto území bylo o dva roky později, tedy v roce 1860, rovněž připojeno k Rusku na základě Pekingské smlouvy.

## Průběh ratifikace, Pekingská smlouva
Císař Sien-feng s dohodou souhlasil, a protože měl dojem že anglo-francouzská koalice ruské požadavky podporuje, požádal zase Puťatina o změkčení anglo-francouzských požadavků. Puťatin vyhověl a zprostředkoval mezi anglo-francouzskými a čchingskými zástupci, a dosáhl uzavření čchingsko-ruské dohody z 1. červnajul./ 13. června 1858greg. o otevření přístavů ruskému obchodu, která v hraničních otázkách odkázala na další jednání.
K ratifikaci dohod vyslala ruská vláda do Pekingu státního radu Petra Perovského a hraběte Nikolaje Pavloviče Ignaťjeva. Současně Muravjov na Amuru začal s kolonizací Přímoří podél Ussuri, což vyvolalo hněv v Pekingu, který ratifikoval ťiencinskou dohodu,  ne však ajgunskou. Ke tvrdé pozici čchingské vlády přispěla i mylná víra, že se Rusové v červnu 1859 účastnili na straně západních vojsk bitvy v Taku (v níž čchingské vojsko potopilo čtyři britské válečné čluny). Ve snaze vyvinout tlak na Čchingy se Ignaťjev poté připojil k západním vyslancům v Šanghaji, Britové však již věděli o Ajgunské smlouvě a podezřívali Rusy, že podporovali čchingská vojska u Taku. Čchingské úřady v Mandžusku zatím proti Rusům začaly mobilizovat hledače ženšenu a místní kmeny.
Ignaťjevovi se podařilo zaujmout pozici prostředníka mezi Západem a čchingskou vládou a přitom vzbudit v čchingské straně dojem, že západ podporuje ruské požadavky. Za této situace byla podepsána rusko-čchingská dohoda v Pekingu 2. listopadujul./ 14. listopadu 1860greg., která potvrdila ajgunskou i ťiencinskou dohodu, dala čchingským poddaným právo zůstat na odstoupených územích pod vládou Ruska, povolila bezcelní obchod podél celé rusko-mandžuské hranice, povolila obchod i v Kašgaru, Ili a Tarbagataji, otevření ruských konzulátů v Urze a Kašgaru.
Během roku 1861 byla vytyčena nová rusko-čchingská hranice.